# استئصال الشبكة التربيقية

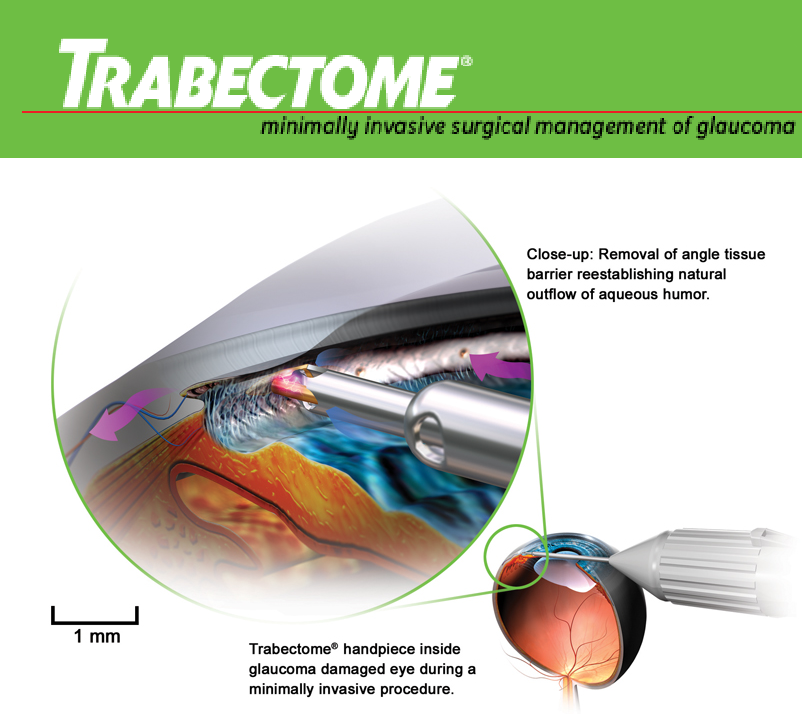
إن استئصال الشبكة التربيقية (Trabectome) من الجراحات طفيفة التوغل حيث يزيل الشبكة التربيقية بصورة انتقائية ويفتح سبيلاً أمام نظام التصريف الطبيعي في العين.

استئصال الشبكة التربيقية من الجراحات طفيفة التوغل للمياه الزرقاء والمستخدم في العلاج الجراحي لعلاج المياه الزرقاء في المرضى من كبار السن والشباب والأطفال. بخلاف الاستئصال التربيقي، لا تقم تلك الجراحة بعمل فقاعة تصفية خارجية أو تقتضي ترك ثقب دائم في العين. بدلاً من ذلك، تقم قبضة جهاز الجراحة الكهربية لاستئصال الشبكة التربيقية بفتح منفذ في نظام التصريف الطبيعي في العين. ويتم تنفيذ هذا الإجراء عبر شق صغير مشابه للذي يتم عمله في جراحة ساد ويسمح للمريض بالعودة إلى منزله في ذات اليوم.
لقد تم إقرار استئصال الشبكة التربيقية للعلاج الجراحي للمياه الزرقاء في الولايات المتحدة وأوروبا واليابان وكندا ويتم العمل بها في كبرى مؤسسات طب العيون على مستوى العالم. وتعيد تلك الجراحة عمل مسار في نظام التصريف الطبيعي في العين من خلال إزالة الشبكة التربيقية بأمان وبصورة محددة في العين. وتخفض تقنية جراحة العيون ضغط باطن العين- وهو عامل خطر كبير يهدد بفقد البصر الزرقي.
اخترع هذا الجهاز جورج بيرفيلدت (George Baerveldt) في جامعة كاليفورنيا، إرفاين وعملت شركة نوميدكس (Neomedix) في توستين، بولاية كاليفورنيا، على تطوير هذا الجهاز وطرحته في الأسواق.
وتعمل جراحة استئصال الشبكة التربيقية على خفض ضغط باطن العين من خلال استئصال الشبكة التربيقية التالفة.

## صور
توضح الصور التالية كيف تصلح جراحة استئصال الشبكة التربيقية مسارات التصريف الطبيعية في العين من خلال إزالة الشبكة التربيقية التالفة.

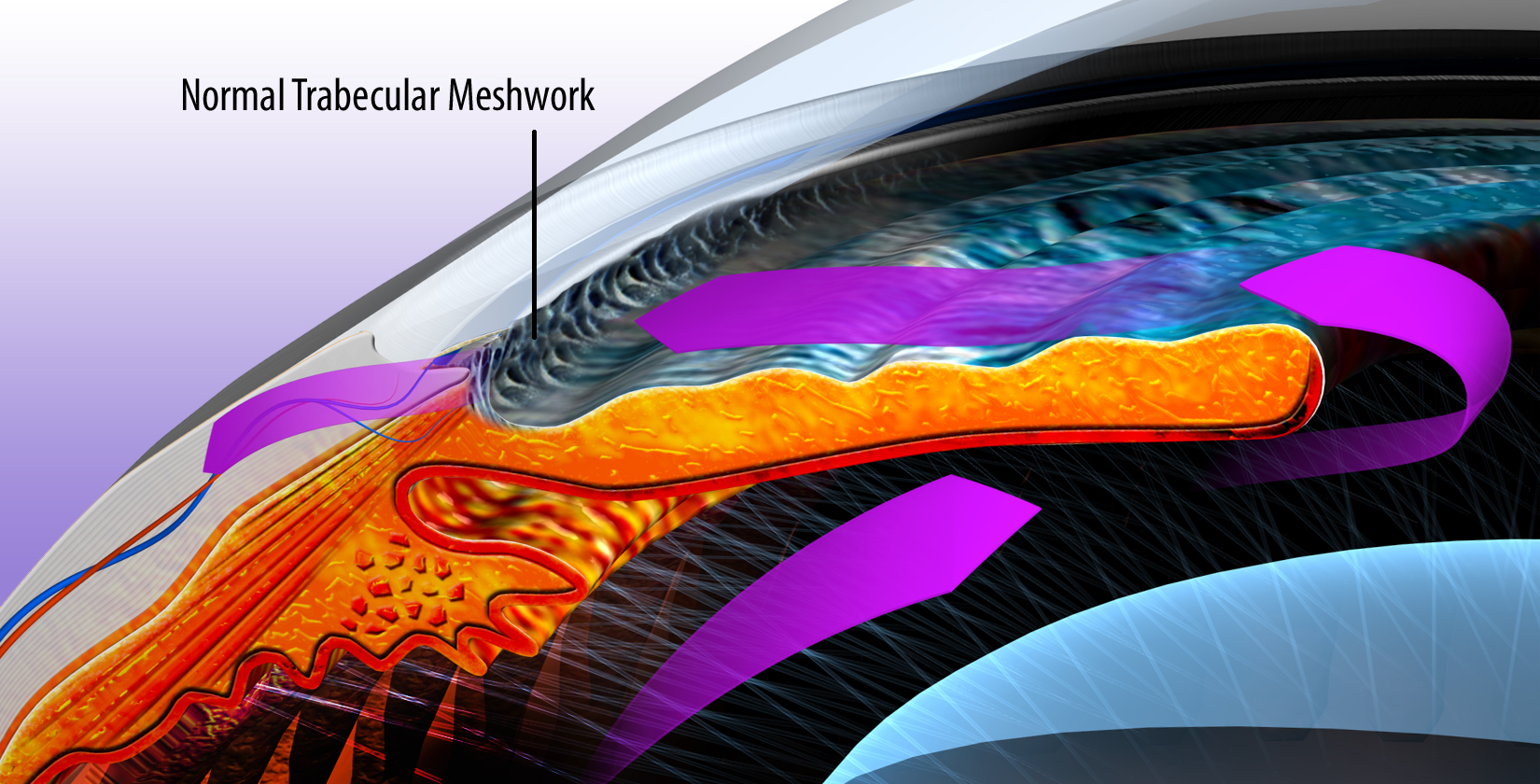
عين سليمة - تدفق الخلط العيني
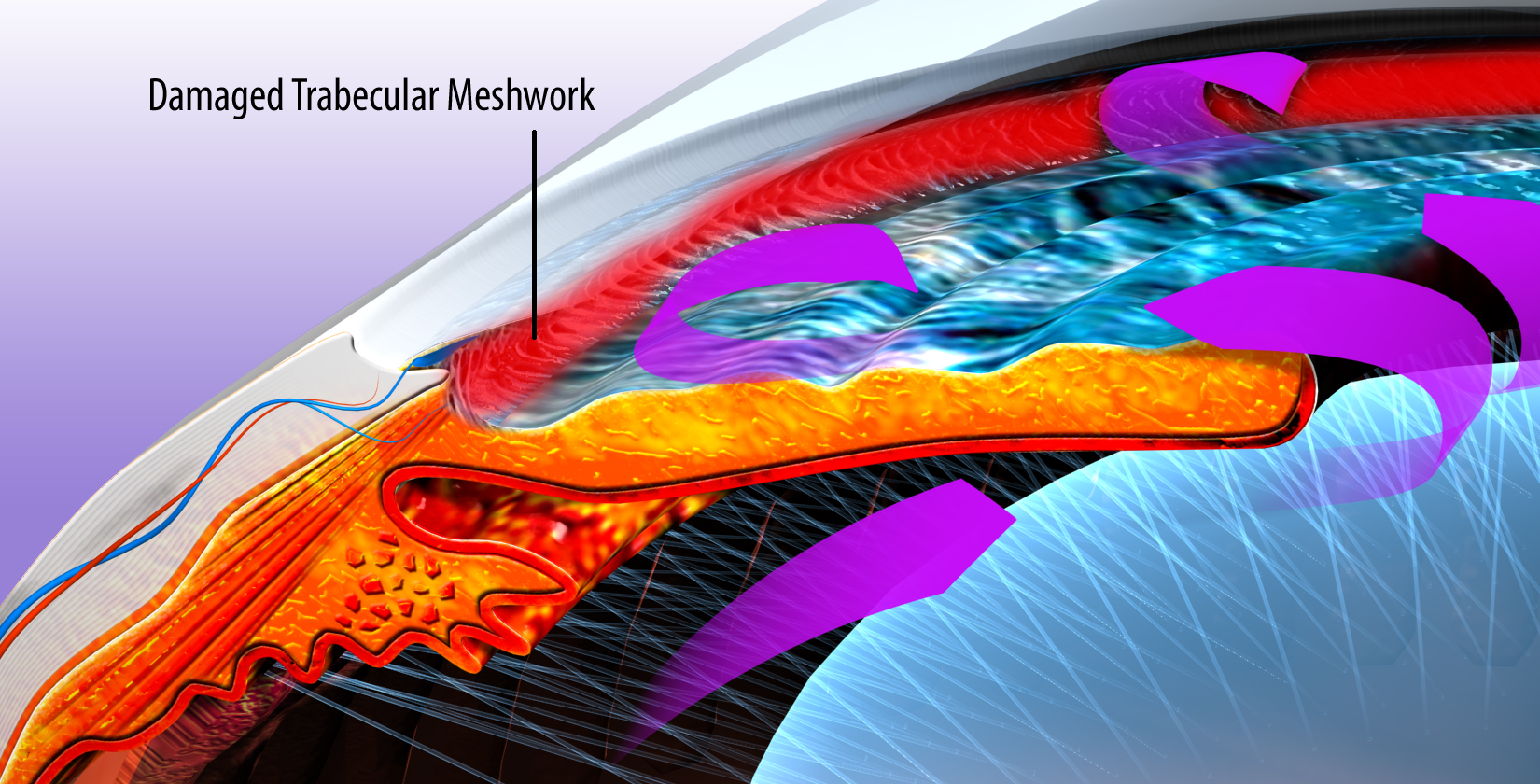
عين مصابة بالمياه الزرقاء - تدفق الخلط العيني
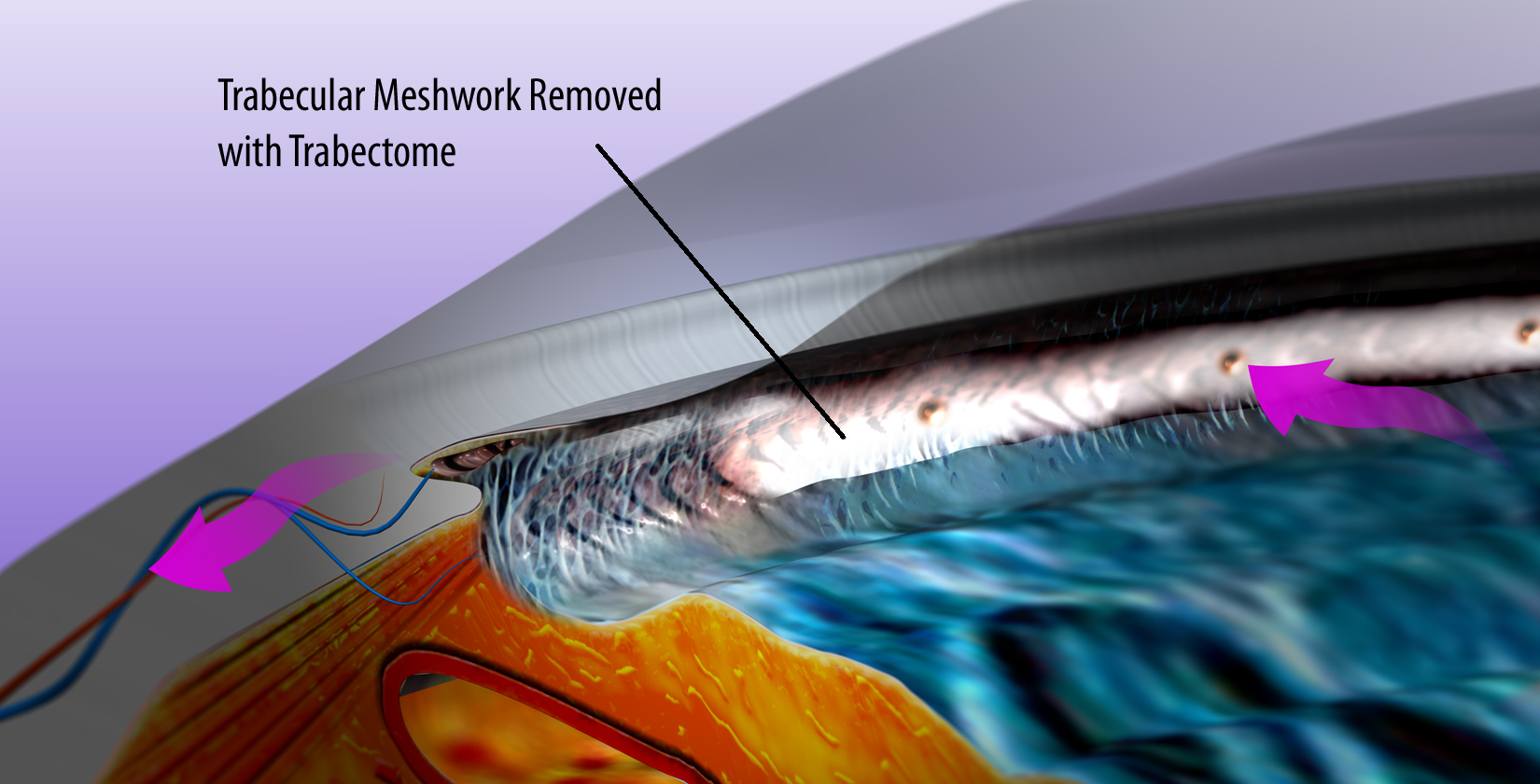
عين مصابة بالمياه الزرقاء بعد معالجتها باستئصال الشبكة التربيقية - تدفق الخلط العيني.

إن مقالات الدوريات العلمية والأوراق المنشورة التي راجعها الأقران  تشير إلى أن استئصال الشبكة التربيقية يجعل ضغط باطن العين ضغطًا طبيعيًا حسب النطاق الفسيولوجي (فترة المراهقة) بينما تعمل على خفض حاجة المرضى إلى استعمال قطرات وأدوية علاج المياه الزرقاء.

## وصلات خارجية
- Trabectome.com